# 楸洞駅
楸洞駅（チュドンえき、朝鮮語: 추동역）は、朝鮮民主主義人民共和国咸鏡南道虚川郡にある駅で、虚川線に属する。 

## 隣の駅
虚川線
農村駅 - 楸洞駅 - 虚川駅